# Hit Mania Dance 1997
Hit Mania Dance 1997 è una raccolta di un solo CD di 18 successi da ballare pubblicata su CD e MC  nel 1996.
È l'ottava compilation della serie Hit Mania ed è stata mixata dal DJ Mauro Miclini.
La copertina è stata curata e progettata da Gorial.

## Tracce
1. Blackwood – Ride on the Rhythm
2. Charlie Dore – Time Goes By
3. Robert Miles – One and One
4. Livin' Joy – Follow The Rules
5. Datura – Voo-Doo Believe?
6. Carol Bailey – Under My Skin
7. Evelyn Dee – Bohemian Rapsody
8. Stretch & Vern – I'm Alive (feat. Maddog)
9. The Grooveman – Imsoniak: I'll Be Your Nightmare
10. Sash! – Encore Une Fois
11. R.A.F. by Picotto – Ocean Whispers
12. Mario Più – Dedicated
13. Leon Klein – Give Yourself To Me
14. M.U.T.E. – Clap On Top Of Me
15. DJ Dado – Revenge
16. Roland Brant – Hyperspace (feat. Barabba)
17. Alexia – Number One
18. Boy George – Love Is Leaving